# Osteomorpha fragilis
Osteomorpha fragilis är en svampart som beskrevs av G. Arnaud ex Watling & W.B. Kendr. 1979. Osteomorpha fragilis ingår i släktet Osteomorpha och familjen Hydnaceae.   Inga underarter finns listade i Catalogue of Life.